# 黄颡两极虫
黄颡两极虫（学名：[Myxidium pseudobagrusi] 错误：{{Lang}}：文本有斜体标记（帮助））为两极科两极虫属的动物。在中国，分布于辽宁等，营寄生生活，寄生在黄颡鱼的肾。